# Bobby Eaton
Robert Lee Eaton (14 de agosto de 1958 – 4 de agosto de 2021), mais conhecido pelo seu ring name "Beautiful" Bobby Eaton, foi um lutador de wrestling profissional que estreou em 1976. Eaton é muito conhecido por formar o tag team The Midnight Express, tendo como manager Jim Cornette e parceiro Dennis Condrey e, depois, Stan Lane. Ele também fez várias outras parcerias, como com "Lord" Steven Regal e Steve Keirn.
Em sua carreira, Eaton atuou em diversas promoções de wrestling profissional: Continental Wrestling Alliance, Mid-South Wrestling, World Class Championship Wrestling, Jim Crockett Promotions, World Championship Wrestling e Smoky Mountain Wrestling. Ele também teve algumas aparições especiais na Extreme Championship Wrestling e Total Nonstop Action Wrestling, além de muitas outras aparições por um número considerável de circuitos independentes.
Recebeu o prêmio de Tag Team do Ano com Stan Lane em 1987, pela revista especializada em wrestling profissional Pro Wrestling Illustrated, além de ser colocado pela mesma como o #27 dos 500 melhores lutadores de 1992.
Eaton morreu em 4 de agosto de 2021, aos 62 anos de idade.